# Shant TV
Shant TV (en arménien : Շանթ հեռուստատեսություն) est une chaîne de télévision privée arménienne. 
Lancée en 1994, elle devient en quelques années une des principales chaînes de télévision commerciales du pays. Sa grille des programmes comprend de nombreux bulletins d'information, des séries, des films, mais aussi des adaptations d'émissions étrangères populaires (X-Factor, Qui veut gagner des millions ?) qui assurent une partie de son succès. 
Shant TV est diffusée sur le réseau hertzien national, sur les réseaux câblés, mais aussi dans toute l'Europe via le satellite Hot Bird et sur plusieurs plates-formes ADSL européennes.

## Présentation
Shant TV est créée en 1994 par Arthur Yezekyan. Le pays, qui traverse alors une période de crise comme de nombreuses anciennes républiques soviétiques, n'a que peu d'alternatives, en matière d'information, à la télévision d'État Arménie 1. La chaîne s'attache alors à diffuser des informations sous un angle différent et en usant d'un ton volontairement décalé, afin de trancher avec les médias officiels. 
Diffusée à raison de six heures par jour un an après son lancement, elle étend progressivement son temps d'antenne. En 2001, elle quitte ses studios de Gyumri, seconde ville du pays, et emménage dans de nouveaux locaux à Erevan, la capitale arménienne. L'année suivante, elle adapte l'émission britannique Who Wants to Be a Millionaire?, célèbre jeu télévisé qui connaît alors une popularité croissante. La chaîne acquiert au fil des ans les droits pour l'Arménie d'autres émissions à succès telles que X-Factor ou Tu crois que tu sais danser.